# Arne Austeen

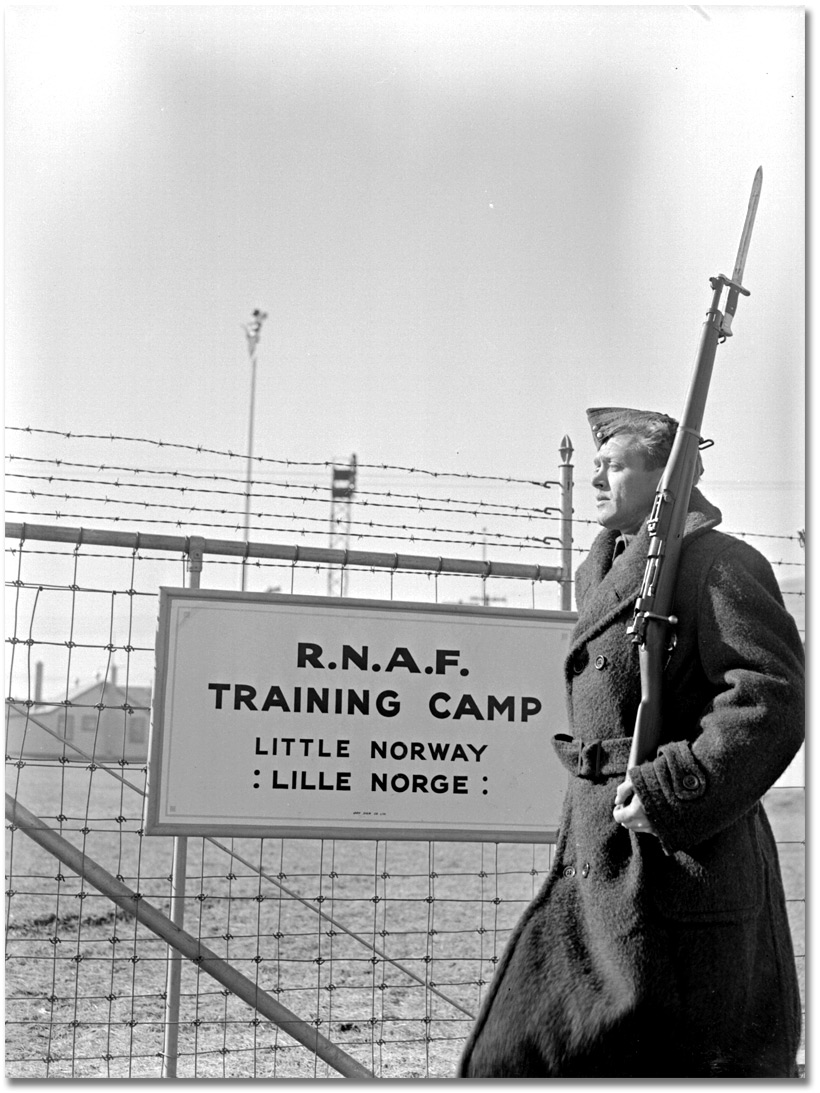
Ośrodek szkoleniowy Little Norway, 1940

Arne Austeen (ur. 1 lipca 1911 w Stokke, zm. 4 maja 1945 w Zatoce Flenburskiej) – norweski lotnik, as myśliwski okresu II wojny światowej.

## Życiorys
Urodził się w Stokke w południowej Norwegii jako syn Johana Gustafa i Ragnhildy Austeen. Johan był dyrektorem szkoły rolniczej w Fossnes, był również przez dwie kadencje posłem parlamentu Norwegii. Później wykładał na Akademii Rolniczej w Ås.
Arne podjął studia na wydziale inżynierii lądowej Norweskiego Instytutu Technologii w Trondheim. Po uzyskaniu dyplomu został powołany do wojska, ukończył szkołę lotniczą i został mianowany podporucznikiem (fenrik). Po odbyciu służby wojskowej zamieszkał w Gjøviku gdzie podjął pracę w zakładach mechanicznych Øveraasens motorfabrikk & mek. verksted i został członkiem lokalnego aeroklubu.
Gdy Niemcy najechały Norwegię, natychmiast zgłosił się do służby i brał udział w obronie kraju. Po kapitulacji nie zamierzał złożyć broni. Zimą 1941 uciekł z okupowanej Norwegii, aby kontynuować walkę poza granicami kraju. Przez Stany Zjednoczone dotarł do Kanady, gdzie dołączył do ośrodka szkoleniowego dla norweskich pilotów Little Norway.
W sierpniu 1941 Austeen przez Toronto i Halifax dotarł do Wielkiej Brytanii. Został skierowany do Operational Training Unit w Aston Down. Latem 1942, w stopniu kapitana (flight lieutenant) otrzymał przydział do 64 dywizjonu. 9 sierpnia 1943 został przeniesiony do 611 dywizjonu, latał głównie jako dowódca klucza 4 spitfire'ów. Wczesną jesienią 1943 awansował na majora (squadron leader) i otrzymał dowództwo 331 dywizjonu stacjonującego na lotnisku North Weald. Osobistym samolotem Austeena był Spitfire Mk.IX o numerze fabrycznym MH828.
20 października 1943 leciał na czele dywizjonu nad Saint-Quentin. Na wysokości 32 000 stóp (9600 metrów) dostrzeżono dwie formacje wrogich samolotów. Większość Niemców oderwała w prawą stronę, kilku innych skręciło w lewo. Austeen dopadł ostatniego z nich i otworzył ogień z odległości 500 jardów. Pierwsza seria nie wyrządziła żadnych szkód więc ponownie nacisnął na spust. Tym razem zauważył, że jego pociski trafiły w skrzydło i kadłub przeciwnika, kilka dużych części odpadło od samolotu nieprzyjaciela. Niemiecki pilot wyskoczył na spadochronie co potwierdził porucznik Fearnley[potrzebne źródło]. 4 dni później Austeen zestrzelił 4 wrogie samoloty[potrzebne źródło]. 7 marca 1944 Austeen zakończył służbę w 331 dywizjonie, a jego obowiązki przejął Leif Lundsten.
Latem 1944 otrzymał stanowisko głównego instruktora w Centralnej Szkole Strzelania Lotniczego Central Gunnery School. W lutym 1945 został dowódcą 126 dywizjonu uzbrojonego w amerykańskie myśliwce Mustang Mk. III.
4 maja 1945 na czele swojej nowej jednostki atakował niemieckie okręty podwodne w Zatoce Flensburskiej. Pierwszy rzucił się do ataku ściągając na siebie ogień wroga. Wtedy U-155 celnie ostrzelał Mustanga Austeena. Arne Austeen rozbił się w morzu. Jego ciało nigdy nie zostało odnalezione.

## Odznaczenia
- Medal Świętego Olafa z gałązką dębową[5]
- Medal Wojenny
- Medal 70-lecia Króla Haakona VII
- Distinguished Flying Cross[3]

## Upamiętnienie
Jedna z ulic w Gjøviku została nazwana jego imieniem. Również w Gjøviku w parku pamięci jego nazwisko i data śmierci są wygrawerowane na płycie pamiątkowej.